# Пауль Ґребнер
П́ауль Ґре́бнер (нім. Karl Otto Robert Peter Paul Gräbner, 1871–1933) — німецький ботанік, флорист, геоботанік.

## Наукові напрямки
Як і Дільс, розглядав ботанічну географію з історичних та ландшафтно-біономічних позицій, давши нарис розвитку флор починаючи з палеозойської ери і запропонувавши оригінальну фізіономічну систему рослинних формацій, засновану переважно на ознаках середовищ існування, але не самої рослинності.
Роди рослин, описані Ґребнером:
- Anthericus Asch. & Graebn. Liliaceae
- Belonanthus Graebn. Valerianaceae(інші мови)
- Chamaepericlimenum Asch. & Graebn. Cornaceae
- Festulolium Asch. & Graebn. Poaceae
- Heterochiton Graebn. & Mattfeld(інші мови) Caryophyllaceae
- Hoeckia Engl. & Graebn. ex Diels(інші мови) Valerianaceae(інші мови)
- Kolkwitzia Graebn. Caprifoliaceae
- Ochlopoa (Asch. & Graebn.) H.Scholz(інші мови) Poaceae
- Phuodendron Graebn. Valerianaceae(інші мови)
- Pseudalthenia (Graebn.) Nakai(інші мови) Potamogetonaceae
- Stangea Graebn. Valerianaceae(інші мови)
- Tritordeum Asch. & Graebn. Poaceae
- × Agrocalamagrostis Asch. & Graebn. Poaceae
- × Cephalopactis Asch. & Graebn. Orchidaceae
- × Coromelandrium Graebn. Caryophyllaceae
- × Gymnanacamptis Asch. & Graebn. Orchidaceae
- × Orchicoeloglossum Asch. & Graebn. Orchidaceae
- × Orchimantoglossum Asch. & Graebn. Orchidaceae
- × Polypogonagrostis (Asch. & Graebn.) Maire & Weiller(інші мови) Poaceae

Список видів рослин, описаних Ґребнером, дивись на International Plant Names Index.

## Біографія
з 1910 — професор Ботанічного саду і музею в Берлін-Далемі.

## Друковані праці
- нім. Gräbner P. Lehrbuch der allgemeinen Pflanzengeographie nach entwickelungsgeschichtlichen und physiologisch-ökologischen Gesichtspunkten mit Beiträgen von Paul Ascherson... – Leipzig: Quelle u. Meyer, 1910
- Гребнер П. Географія рослин / Переклад з німецької з численними переробками та доповненнями М. Голенкин. — М.: Вид-во Сабашникових, 1914
- нім. Warming E., Gräbner P.  Lehrbuch der ökologischen Pflanzengeographie. 3. Aufl. – Berlin: Gebruder Borntraeger, 1918